# Coronel Telhada
Paulo Adriano Lopes Lucinda Telhada ComMM (São Paulo, 10 de outubro de 1961), mais conhecido como Coronel Telhada, é um policial militar da reserva da Polícia Militar do Estado de São Paulo e político brasileiro, filiado ao Progressistas (PP). 
Atualmente é suplente no mandato de deputado federal pelo estado de São Paulo e Subprefeito da Lapa, na cidade São Paulo. Foi vereador da capital paulista em 2013 e 2015 e deputado estadual de 2015 a 2023, na polícia, atuou pelas Rondas Ostensivas Tobias Aguiar. É integrante da frente política conhecida como bancada da bala. É pai do Capitão Telhada, deputado estadual de São Paulo e ex-Tenente de ROTA. 

## Carreira militar
Telhada ingressou na Academia de Polícia Militar do Barro Branco em 1979, aos dezessete anos. Ingressou na Polícia Militar do Estado de São Paulo (PMESP) em 1983, como aspirante a oficial. Em 23 de junho de 1986, passou a integrar as Rondas Ostensivas Tobias de Aguiar (ROTA), onde permaneceu até ser transferido, em 10 de abril de 1992, em meio a dezenas de investigações sobre violência policial. Foi também um dos fundadores do Grupo de Ações Táticas Especiais da PMESP.
Foi promovido a capitão da PM por bravura em 15 de agosto de 1988 e ferido em serviço duas vezes, em 1990 e 1995. Em 31 de julho de 2010 sofreu um atentado na porta da sua casa, quando seu veículo foi alvejado com mais de dez tiros. No dia seguinte, a PM matou sete pessoas em tiroteios, quantidade mais de seis vezes maior que a média diária da corporação. Foi oito vezes preso por descumprir regulamentos e vinte oito vezes transferido.
Atuou como Subdiretor de Pessoal da PM e Chefe do Estado Maior do Comando de Policiamento de Área Metropolitano-7, em Guarulhos; e comandou o 7º Batalhão de Polícia Militar Metropolitano (área central de São Paulo) e o 1º Batalhão de Polícia de Choque “Tobias de Aguiar” – ROTA.
Em 7 de maio de 2009, foi indicado pelo Secretário da Segurança Pública Antonio Ferreira Pinto para o cargo de Comandante Geral da ROTA. Em 2011, foi transferido para a reserva por possuir mais de 30 anos de serviço e cinco no mesmo cargo, nos termos da Lei Complementar nº 1.150/2011. Com isso, foi promovido ao cargo de coronel.

## Política

### Câmara Municipal
Telhada candidatou-se pela primeira vez na eleição municipal de São Paulo em 2012, para concorrer ao cargo de vereador pelo Partido da Social Democracia Brasileira (PSDB). O Ministério Público Eleitoral pediu a impugnação de sua candidatura por incitação à violência. Recebeu, porém, com 89.053 votos, equivalente a 1,56% dos votos válidos no pleito, suficiente para ser eleito como o quinto vereador mais votado na eleição.
Na Câmara Municipal de São Paulo, foi fundador da Frente Parlamentar de Segurança Pública e da Frente Parlamentar Cristã de Defesa da Família, e integrou a Comissão de Extraordinária Permanente de Segurança Pública e a Comissão de Trânsito, Transporte, Atividade Econômica, Turismo, Lazer e Gastronomia. Em 2015, antes de assumir o cargo de deputado estadual, compôs ainda a Comissão de Educação, Cultura e Esportes e foi substituto na Comissão de Saúde, Promoção Social, Trabalho e Mulher.
Como vereador, sua plataforma política foi majoritariamente voltada à segurança pública e aos interesses dos agentes públicos de segurança, foi vice-presidente e posteriormente presidente da Comissão de Segurança Urbana. Na área, entre suas propostas estão projetos de lei com o intuito de criar a Secretaria Municipal de Prevenção às Drogas, conceder adicional de periculosidade e de trabalho noturno aos membros da Guarda Civil Metropolitana, revogar a disposição legal que proíbe o uso do seguro de vida da GCM para sinistros ocorridos em "bicos", conceder gratuidade nas tarifas de ônibus intermunicipal a integrantes da polícia militar, da polícia civil e da guarda municipal mediante simples apresentação de carteira funcional, e conceder gratuidade ou meia-entrada a profissionais de segurança pública. Também são seus os projetos de lei que almejam proibir a publicidade de bebidas alcoólicas em rádio e televisão fora do período abrangido entre 21h e 06h e obrigar os estabelecimentos de funcionamento noturno com entretenimento musical a disponibilizarem ao menos 30% de seu horário de funcionamento para a exibição de música ao vivo. Foi um dos coutores da Lei Municipal nº 15.941, de 23 de dezembro de 2013, que autorizou a criação do Parque Municipal Augusta.

### Assembleia Legislativa
Nas eleições estaduais no Brasil em 2014, novamente pelo PSDB, elegeu-se a deputado estadual por São Paulo, obtendo a segunda maior votação do estado: 254.074 votos.
Na Assembleia Legislativa de São Paulo, foi presidente da Comissão de Assuntos Metropolitanos e Municipais que investigou a "Operação Ethos", do Condep; e vice-presidente da  da CPI da Epidemia do Crack. Integra também a Comissão de Segurança Pública e Assuntos Penitenciários, a CPI da Invasão de Terrenos e a Comissão de Defesa dos Direitos da Pessoa Humana, da Cidadania, da Participação e das Questões Sociais, fato que causou polêmica entre membros do próprio partido. Foi também vice-líder da bancada tucana na Assembleia Legislativa paulista de 2015 a 2017 e atualmente é vice-líder da bancada dos progressistas.
Como deputado estadual, é autor de propostas como a proibições dos "pancadões" de funk (que se transformou na Lei Estadual nº 16.049/2015), a obrigatoriedade da identificação dos capacetes motociclísticos com a placa da motocicleta em que forem usados e a criação do subtítulo "policídio" para o registro de ocorrências de homicídio tendo como vítima agentes policiais em exercício da função ou em decorrência dela e seus familiares, em razão dessa condição. Outros de seus projetos em trâmite incluem a criação do "Dia do Policial Militar Evangélico", a regulamentação do uso da fosfoetanolamina sintética, o desmembramento do Corpo de Bombeiros paulista da Polícia Militar e a obrigatoriedade de fornecimento de leitor ótico para conferência de lançamento de consumo em estabelecimentos que adotem comandas eletrônicas.
Foi reeleito em 2018 ao cargo de Deputado Estadual, com 214.445 votos, sendo o quarto parlamentar mais votado de São Paulo, o segundo dentre os que já possuíam mandato e o mais votado do partido Progressistas.
Em 07 de fevereiro de 2023 renunciou ao mandato de Deputado Estadual. Em 08 de fevereiro de 2023 assumiu o mandato de Deputado Federal como suplente do Delegado Bruno Lima, que assumiu o cargo de Secretário Municipal de Inovação e Tecnologia na cidade de São Paulo. 

## Vida pessoal
Telhada é casado com Ivania Cano Telhada desde 18 de maio de 1985.
É um dos protagonistas do documentário "A Verdadeira História da ROTA" (2014), que estreou nos cinemas de São Paulo em 27 de maio de 2014. É também protagonista e autor da  revista "Coronel Telhada em Quadrinhos" que, até junho de 2022, teve quatro edições e um encadernado. Como escritor, é autor dos livros "Quartel da Luz - Mansão da Rota" e "A Polícia de São Paulo nos Campos da Itália".
Foi homenageado como paraninfo da sessão solene de entrega de de carteiras de 27 de março de 2014 da Ordem dos Músicos do Brasil. Já fez parte do Abutre's Moto Clube, mas pediu seu desligamento em 2023.
É membro consultor da Comissão de Segurança Pública da seccional paulista da Ordem dos Advogados do Brasil.

## Controvérsias

### Uso indevido de símbolo público
O Ministério Público Eleitoral pediu a impugnação da candidatura de Telhada, entre outras razões, por conta do uso de símbolos da ROTA e da Polícia Militar em sua campanha, em desrespeito ao art. 40 da Lei nº 9.504/1997. Os símbolos foram retirados da campanha.

### K9 Indústria Gráfica
Segundo reportagem do UOL, Telhada pagou R$ 49 mil de sua verba de gabinete, entre agosto de 2013 e maio de 2014, para a K9 Indústria Gráfica, empresa que lançou a revista "Coronel Telhada em Quadrinhos". Segundo o site, no período aludido, o então vereador foi um dos cinco parlamentares que mais gastaram dinheiro público com diagramação, arte e impressão gráfica: R$ 58.381, mais que o dobro do gasto médio dos 55 vereadores. Ainda, subiu o gasto mensal médio de R$ 307 para R$ 6.503 quando passou a contratar os serviços da empresa. De acordo com o parlamentar, a empresa foi escolhida por ser a "mais em conta" e a publicação da revista foi financiada unicamente com dinheiro de patrocinadores.

### Separatismo paulista
Após a vitória de Dilma Rousseff na eleição presidencial de 2014, Telhada postou em sua página no Facebook texto no qual defendeu que "chegou a hora de São Paulo se separar do resto" e que o resto do país não deveria se submeter a um "governo escolhido pelo norte e Nordeste". Em nota, o PSDB repudiou as ideias e as qualificou como "xenófobas" e "preconceituosas".  O Partido dos Trabalhadores pediu a tomada de medidas judiciais contra Telhada por "desrespeitar os princípios fundamentais do estado democrático". Após isso, o parlamentar removeu a nota de sua página e se retratou, afirmando ser contra o separatismo de qualquer região do país e que o termo "independência" que constava no texto se referia a autonomia financeira.

### Tumulto em hospital durante pandemia
Foi destaque em junho de 2020 durante a pandemia causada pelo coronavírus, quando junto com outros deputados estaduais contrários as medidas de isolamento social, realizou fiscalização no hospital de campanha do Anhembi sem comunicação prévia, o que causou tumulto. Segundo a prefeitura de São Paulo, eles agiram de maneira desrespeitosa com os funcionários presentes, agredindo verbalmente e moralmente os mesmos, bem como pacientes internados. Colocaram em risco a própria saúde e de todos presentes, já que inicialmente não estavam com os equipamentos de proteção adequados. Ainda,  gravaram pacientes sem qualquer consentimento, muitos dos quais estavam sendo higienizados em seus respectivos leitos. 